# Obraz Matki Bożej w Czerwińsku nad Wisłą
Obraz Matki Bożej w Czerwińsku nad Wisłą — Obraz Matki Bożej w bazylice w Czerwińsku nad Wisłą.

## Historia obrazu
Obraz ten został namalowany w 1612 przez Łukasza z Łowicza. O autorze niewiele wiadomo, poza tym, że w następnym roku po pożarze katedry gnieźnieńskiej wykonał w 1614 dekorację freskową w kaplicy Bożego Ciała. Według zapisanych przez Wincentego Hipolita Gawareckiego przekazów obraz został namalowany w trakcie realizacji innych prac malarskich w kościele. Fundatorem obrazu mógł być ówczesny opat klasztoru kanoników regularnych w Czerwińsku - Jerzy Zamoyski. Po namalowaniu obraz był przechowywany w skarbcu. Kolejny opat klasztoru Mikołaj Szyszkowski (1621-1634) sprowadził barokową nastawę głównego ołtarza i w jej centrum został umieszczony obraz.

## Opis obrazu
Obraz został wykonany techniką tłustej tempery na płótnie naklejonym na drewniane podłoże. Jest on jedną ze starszych replik obrazu Matki Bożej Pocieszenia z rzymskiej bazyliki Santa Maria Maggiore. Maryja przedstawiona jest w płaszczu błękitnym obwiedzionym złotem i w purpurowej sukni. Nad jej głową para aniołów przytrzymuje królewską koronę. Na lewym ręku trzyma Dziecię Jezus, które trzyma w prawym ręku berło królewskie w geście błogosławieństwa, w lewej zaś zamkniętą księgę. W tle znajduje się bazylika Santa Maria Maggiore.

## Koronacja obrazu
Koronacja obrazu nastąpiła 6 września 1970 i dokonał jej prymas Polski kard. Stefan Wyszyński. W uroczystości uczestniczyło dwudziestu biskupów, liczne duchowieństwo oraz rzesza wiernych. Ponowna koronacja, po kradzieży koron, miała miejsce 15 sierpnia 1977 i przewodniczył jej biskup Bogdan Sikorski z Płocka przy udziale duchowieństwa oraz prawie 600 tysięcy wiernych.

## Kult obrazu
W 1647 przed obrazem modlił się król Władysław IV prosząc o zdrowie. Skuteczność modlitwy potwierdził złożonym wotum. Rozgłos tego zdarzenia jak i inne cudowne wydarzenia spowodowały, że biskup płocki Karol Ferdynand Waza powołał komisję teologów celem zbadania tych wydarzeń. Komisja w składzie: sufragana płockiego bpa Wojciecha Tolibowskiego, audytora biskupa płockiego księdza Ryszczewskiego i kanonika pułtuskiego ks. Mateusza Jagodkiewicza wydała pozytywną opinię o autentyczności cudów. Biskup płocki 1 lutego 1648 zatwierdził dekret komisji.
Obraz był nawiedzany również przez następnych królów Polski. Po bitwie pod Beresteczkiem król Jan Kazimierz złożył większość zdobytych chorągwi jako wotum. Za odzyskane zdrowie wotum złożył w 1661 król Michał Korybut Wiśniowiecki. W.H. Gawarecki podaje 133 wotów mimo różnych kontrybucji i kradzieży. Najstarszym sygnowanym wotum jest srebrna plakietka ofiarowana w 1648 przez członków Arcybractwa Różańcowego z Zakroczymia. Z 7 maja 1650 pochodzi srebrne wotum złożone przez prymasa Polski abpa Macieja Łubieńskiego w podziękowaniu za ocalenie z pożaru zimowej rezydencji w Skierniewicach. Zachowały się trzy korony królewskie – srebrne, złocone, trybowane i cyzelowane, barokowe z 2 poł. XVII, wysadzane półszlachetnymi kamieniami.